# Rudolph Matas

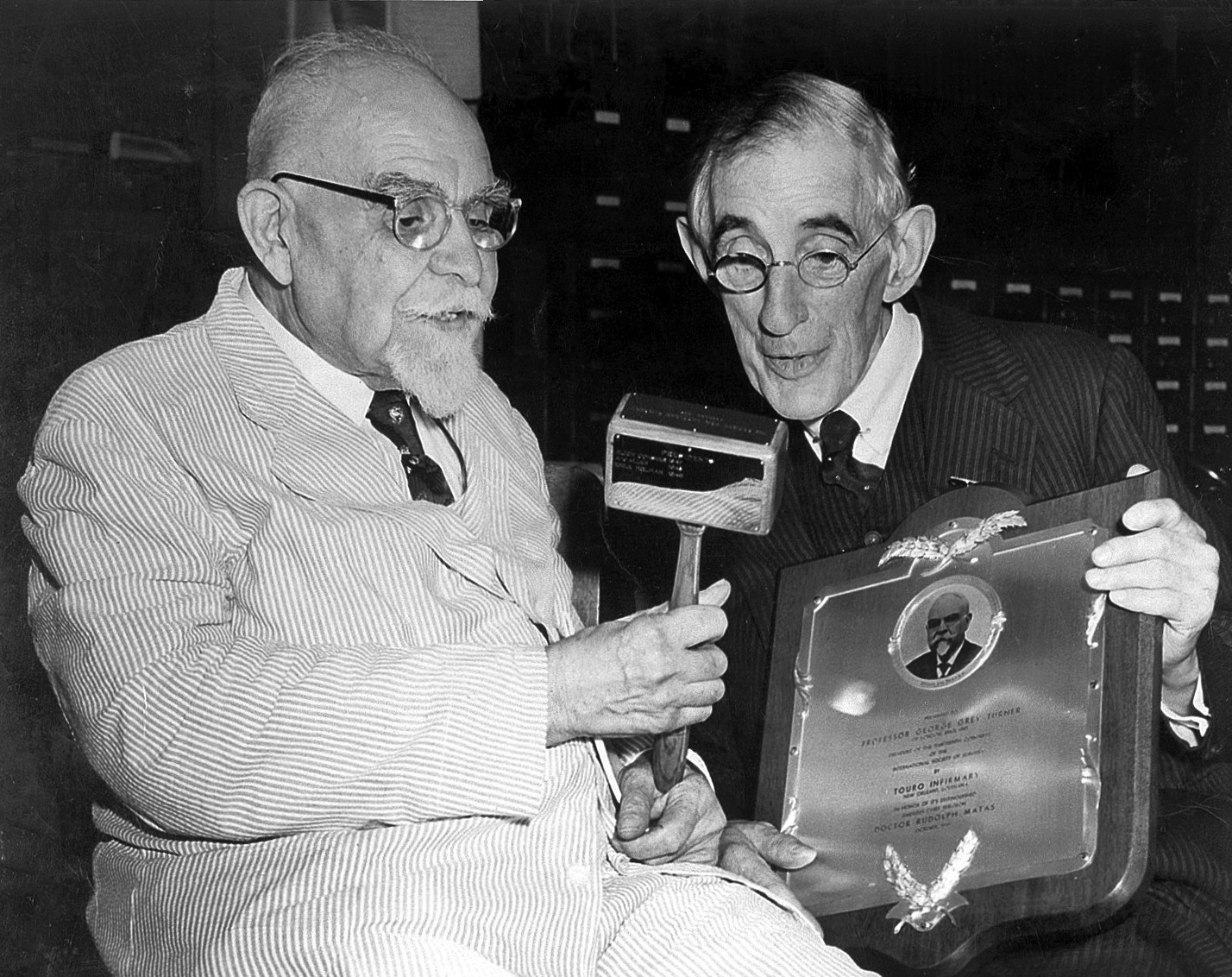
Rudolph Matas i George Grey Turner després de la presentació d'una placa d'argent a la Matas Library, Universitat Tulane, Nova Orleans, 15 d'octubre de 1949

Rudolph H. Matas (12 de setembre de 1860 - 23 de setembre de 1957) fou un destacat i innovador cirurgià estatunidenc d'origen català, nascut als afores de Nova Orleans en Bonnet Carre, Louisiana.

## Biografia
Fill del metge gironí emigrat a Nova Orleans Narcís Hereu i Matas, i de Teresa Jordà, originària de Sant Feliu de Guíxols. Passà part de la seva infantesa a Matamoros (Mèxic), i cap al 1877 tornpa a Nova Orleans per tal d'estudiar medicina a l'Escola de Medicina de la Universitat de Louisiana, ara coneguda com a Escola Universitària de Medicina de Tulane, on es va llicenciar en 1880 als 19 anys. Ha estat un dels més distingits exalumnes de Tulane, amb 42 anys d'ensenyament a l'escola de medicina i una àmplia gamma d'assoliments que decoren la seva carrera mèdica.
Va ser el primer a utilitzar anestèsia espinal als Estats Units en 1889, el desenvolupador de la tècnica de degoteig intravenós, de succió, de sifonatge en operacions abdominals, i el primer eb reparar quirúrgicament aneurismes. A més, va ser el primer a realitzar una operació Kondoleon prt s elefantiasi als Estats Units. Moltes de les seves publicacions segueixen sent citades en la dècada del 2000. William Osler l'anomenà el "Pare de la Cirurgia Vascular."
Fou membre fundador de l'Associació Americana de Cirurgia Toràcica, membre del seu primer consell en 1917 i el seu tercer president en 1919. Durant la Primera Guerra Mundial va dirigir l'Escola dels Estats Units per a Ferides de Guerra. En 2004 es va establir el Rudolph Matas Award en cirurgia vascular per tal de reconèixer "tota una vida d'excel·lència, èxits i contribucions en el camp de la cirurgia vascular."
Matas va fer grans contribucions a Nova Orleans, entre elles la direcció del New Orleans Medical and Surgical Journal, recolzant activament el Charity Hospital (Nova Orleans), i treballant com a professor de cirurgia a la Universitat de Tulane. Fou anomenat pel Times-Picayune com un dels individus que havia definit Nova Orleans en el segle xx. El grup d'investigació de l'escola quirúrgica ha rebut el seu nom en honor seu, Rudolph Matas Surgical Society, així com la Rudolph Matas Health Sciences Library. Irònicament, la revistaScience va afirmar en el seu moment que "durant molts anys els seus col·legues podien extreure més informació consultant la seva memòria enciclopèdica de la que podrien obtenir en un visita a una biblioteca".
En el llibre d'Isidore Cohn de 1960 es va revelar que William Stewart Halsted havia extirpat Matas "un tumor" en 1903. La història de l'"operació secreta de Matas"s va circular per Nova Orleans durant molts anys. A la mort de Matas, l'autòpsia va revelar que el testicle dret havia estat extirpat quirúrgicament molts anys abans. El doctor Matas va morir el 23 de setembre de 1957, als 97 anys, llegant els seus béns a la medicina.
La Rudolph Matas Elementary School Arxivat 2013-05-27 a Wayback Machine. a Metairie, Louisiana va rebre el seu nom en honor seu.